# 笑福亭仁嬌
笑福亭 仁嬌（しょうふくてい にきょう、1958年4月22日 - ）は京都府出身の落語家。本名は岡塚 明（おかつか あきら）。所属事務所は よしもとクリエイティブ・エージェンシー。出囃子は『ぼんちかわいや』。京都市立洛陽工業高等学校卒業。

## 来歴
1977年4月に笑福亭仁鶴に入門。
既婚。妹がいる。

## 弟子
- 笑福亭嬌太

## 出演
- 『DING!DONG!TIMEきょうと』(京都市広報番組)（KBS京都ラジオ）
- 御法度落語 おなじはなし寄席！(2021年5月1日、BS朝日）「大名将棋」